# Willem Jacobus Eijk
Willem Jacobus (Wim) Eijk (ur. 22 czerwca 1953 w Duivendrechcie) – holenderski duchowny rzymskokatolicki, doktor filozofii i bioetyki, biskup diecezjalny Groningen w latach 1999–2007 (od 2005 biskup diecezjalny Groningen-Leuuwarden), arcybiskup metropolita Utrechtu i tym samym prymas Niderlandów od 2008, przewodniczący Konferencji Episkopatu Holandii w latach 2011–2016, kardynał prezbiter od 2012.

## Życiorys

### Młodość i prezbiterat

Biskup Groningen

W 1978 ukończył studia medyczne na Uniwersytecie w Amsterdamie. Po studiach wstąpił do seminarium duchownego w Kerkrade.
Święcenia kapłańskie otrzymał 1 czerwca 1985 z rąk biskupa Joannesa Gijsena i został inkardynowany do diecezji Roermond. Pracował głównie w seminariach duchownych w Rolduc i w 's-Hertogenbosch. W latach 1996–1999 był także wykładowcą na wydziale teologicznym w Lugano.

### Episkopat
17 lipca 1999 został mianowany biskupem diecezjalnym Groningen. Sakry biskupiej udzielił mu 6 listopada 1999 kardynał Adrianus Simonis.
11 grudnia 2007 Benedykt XVI mianował go arcybiskupem Utrechtu. Zastąpił na tym stanowisku kardynała Adrianusa Simonisa, który przeszedł na emeryturę. Kanoniczne objęcie urzędu miało miejsce 24 stycznia 2008. Jako arcybiskup Utrechtu jest również tradycyjnie Prymasem Niderlandów.
W latach 2011–2016 pełnił funkcję przewodniczącego Konferencji Episkopatu Holandii.
6 stycznia 2012 ogłoszona została jego kreacja kardynalska, której papież Benedykt XVI dokonał oficjalnie na konsystorzu w dniu 18 lutego 2012.
Brał udział w konklawe 2013, które wybrało papieża Franciszka oraz w konklawe 2025, które wybrało papieża Leona XIV. W marcu 2023 przebywał w Poznaniu, gdzie spotkał się z przewodniczącym Konferencji Episkopatu Polski i brał udział w konferencji naukowej na Uniwersytecie Medycznym.